# Nguyễn Cao Kỳ Duyên (người dẫn chương trình)
Nguyễn Cao Kỳ Duyên (sinh ngày 30 tháng 6 năm 1965) là một luật sư người Mỹ gốc Việt kiêm người dẫn chương trình, ca sĩ, diễn viên của Paris by Night thuộc Trung tâm Thúy Nga cùng với nhà văn Nguyễn Ngọc Ngạn.
Từ năm 2004, với chính sách hòa giải của chính quyền Việt Nam bà và cha mẹ đã nhiều lần về thăm quê hương và tiếp xúc với người hâm mộ với tư cách là một nghệ sĩ, người dẫn chương trình trong cộng đồng người Việt hải ngoại.

## Tiểu sử
Cha bà là Nguyễn Cao Kỳ, từng làm thủ tướng, phó tổng thống Việt Nam Cộng hòa. Trong giai đoạn cuối của chiến tranh Việt Nam, gia đình bà di tản và định cư tại Hoa Kỳ. Mẹ bà là Đặng Tuyết Mai xuất thân trong một gia đình gia giáo ở Bắc Ninh, sinh sống tại Hà Nội. Bà là con gái duy nhất của họ. Vì cha mẹ bà là những người xuất thân từ miền Bắc Việt Nam, Kỳ Duyên nói giọng Bắc cho dù được sinh ra ở miền Nam.
Lúc mới di cư sang Hoa Kỳ, gia đình bà sống tại Fairfax, Virginia, sau đó tới Huntington Beach, California. Tại đây bà theo học tại trường Trung học Marian. Sau đó bà học ngành luật tại Đại học Western State, tốt nghiệp với tấm bằng loại danh dự.
Bà học đàn piano từ khi 5 tuổi. Trong độ tuổi 13-19, bà còn học nhạc và lý thuyết âm nhạc, cũng như học luyện giọng. Lần đầu tiên xuất hiện trước công chúng của bà là trong vai trò của một người dẫn chương trình tại cuộc thi Hoa hậu áo dài ở Long Beach, California. Năm 1984, đĩa hát đầu tiên của bà đã được Tùng Giang Studio ghi âm. Năm 1985, bà xuất hiện lần đầu tiên trước công chúng như một ca sĩ tại Seattle, Washington nhưng lần ghi hình đầu tiên là vào năm 1993 trong Video của Trung tâm Hollywood Night. Bà thường biểu diễn tại Las Vegas, California (Hoa Kỳ) và Paris (Pháp).

## Sự nghiệp

### Chương trình truyền hình trong nước
- Cười Xuyên Việt: Giám khảo (2015)
- VTC Chào Buổi Tối (2016)
- Mrs. Áo Dài Việt Nam Hoa Hậu Quý Bà Áo Dài Việt Nam: Giám khảo (2017)
- Thương Vụ Bạc Tỷ: Nhà gọi vốn (2018)
- Duyên Dáng Bolero: Giám khảo (2018)
- Ca Sĩ Bí Ẩn: Giám khảo (2019)

### MC
| Năm         | Trung tâm          | Chương trình                          | Người dẫn chung |
| ----------- | ------------------ | ------------------------------------- | --- |
| 1992 – 1996 | Mây                | Hollywood Night 1 - 4, 6 - 8, 12 - 13 | Nam Lộc, Trần Quang, Hoàng Thi Thơ |
| 1992 – 1995 | Asia               | ASIA 1 - 3, 6 - 7                     | Công Thành |
| 1995        | Trường Thanh Music | Saigon - Paris - Hollywood            | Trần Quang |
| 1993 – nay  | Thúy Nga           | Paris By Night                        | Nguyễn Ngọc Ngạn, Mai Phương, Nguyễn Văn Thịnh, Tô Chấn Phong, Trịnh Hội, Trấn Thành, Nguyễn Mạnh Cường, Ngọc Hân, Anh Dũng, Châu Đình An, Quỳnh Giang |

### Trình diễn trên sân khấu

#### Trung tâm Mây
| STT | Tiết mục                         | Chương trình       | Vai trò | Thể hiện với | Năm  |
| --- | -------------------------------- | ------------------ | ------- | ------------ | ---- |
| 1   | Winter World Of Love             | Hollywood Night 8  | Ca sĩ   | solo         | 1993 |
| 2   | Cho Người Tình Xa (Nguyễn Ánh 9) | Hollywood Night 12 | Ca sĩ   | solo         | 1995 |
| 3   | Hạ Trắng (Trịnh Công Sơn)        | Hollywood Night 13 | Ca sĩ   | solo         | 1996 |

#### Trung tâm Asia
| STT | Tiết mục | Chương trình | Vai trò | Thể hiện với | Năm  |
| --- | --- | ------------ | ------- | ------------ | ---- |
| 1   | LK Tình Yêu: Chuyện Tình Yêu (Lời Việt: Phạm Duy), Je Ne T'aime Plus, You're My Love You're My Life, Nếu Một Ngày (Khánh Băng), Thôi (Y Vân), Brother Louie | ASIA 2       | Ca sĩ   | Công Thành   | 1993 |

#### Trung tâm Thúy Nga

##### Chương trình Paris By Night
| STT | Tiết mục                                                                         | Chương trình           | Vai trò   | Thể hiện với                                                                  | Năm  |
| --- | -------------------------------------------------------------------------------- | ---------------------- | --------- | ----------------------------------------------------------------------------- | ---- |
| 1   | LK Rumba, Cha Cha Cha                                                            | Paris By Night 26      | Ca sĩ     | Nguyễn Hưng                                                                   | 1993 |
| 2   | LK Bước Tình Hồng                                                                | Paris By Night 29      | Ca sĩ     | Nguyễn Hưng                                                                   | 1994 |
| 3   | Người Xa Người (Trần Thiện Thanh)                                                | Paris By Night 32      | Ca sĩ     | Nguyễn Hưng                                                                   | 1995 |
| 4   | Chuyện Tình Yêu (LV: Phạm Duy)                                                   | Paris By Night 37      | Ca sĩ     | Nguyễn Hưng                                                                   | 1996 |
| 5   | Copacabana                                                                       | Paris By Night 38      | Ca sĩ     | Tommy Ngô, Lê Toàn                                                            | 1996 |
| 6   | Lãng Du (LV: Vũ Xuân Hùng, Nguyễn Duy Biên)                                      | Paris By Night 39      | Ca sĩ     | Nguyễn Hưng                                                                   | 1997 |
| 7   | Love's In Disguise                                                               | Paris By Night 42      | Ca sĩ     | Bảo Hân, Thanh Hà                                                             | 1997 |
| 8   | Diamonds Are Girl's Best Friend                                                  | Paris By Night 43      | Ca sĩ     | Lynda Trang Đài                                                               | 1998 |
| 9   | Tình Cho Không Biếu Không (Lời Việt: Phạm Duy)                                   | Paris By Night 44      | Ca sĩ     | Nguyễn Hưng                                                                   | 1998 |
| 10  | Muộn Màng                                                                        | Paris By Night 45      | Ca sĩ     | Maurice Đạt                                                                   | 1998 |
| 11  | Một Lần Được Yêu (Lưu Bích, Kỳ Duyên)                                            | Paris By Night 53      | Ca sĩ     | Lưu Bích                                                                      | 2000 |
| 12  | Hài kịch: Thủ Tục Ly Dị (Nhóm kịch Thúy Nga)                                     | Paris By Night 54      | Diễn viên | Kiều Linh, Quốc Anh, Mỹ Huyền                                                 | 2000 |
| 13  | Ngày Đó (Jo Marcel)                                                              | Paris By Night 69      | Ca sĩ     | Nguyễn Hưng                                                                   | 2003 |
| 14  | Bên Nhau Đêm Nay (Dancing All Night)                                             | Paris By Night 93      | Ca sĩ     | solo                                                                          | 2008 |
| 15  | LK Có Nhớ Đêm Nào (Khánh Băng), Xuân Yêu Thương, Amor, Amor (Lời Việt: Kỳ Duyên) | Paris By Night 97      | Ca sĩ     | Mai Tiến Dũng, Hương Thủy                                                     | 2009 |
| 16  | Hài kịch: Thể Dục Thẩm Mỹ (Nguyễn Ngọc Ngạn)                                     | Paris By Night 107     | Diễn viên | Nguyễn Ngọc Ngạn, Chí Tài, Hoài Tâm, Việt Hương, Thúy Nga, Hằng Ni, Nhật Bình | 2013 |
| 17  | Mười Năm Tình Cũ (Trần Quảng Nam)                                                | Paris By Night 130     | Ca sĩ     | Nguyễn Hưng                                                                   | 2020 |
| 18  | Không (Nguyễn Ánh 9)                                                             | Thúy Nga Music Box #11 | Ca sĩ     | Nguyễn Hồng Nhung, Ngọc Anh                                                   | 2020 |
| 19  | Dù Ngàn Năm Nữa (Võ Hoài Phúc)                                                   | Paris By Night 136     |           | Nguyễn Hồng Nhung                                                             | 2023 |

### CD & DVD
- Mất Anh...Đời Vẫn Vui (với Maurice Đạt) - TNCD 176, 1998
- Paris By Night Workout - Thể dục Thẩm mỹ (với PBN Dancers), 2004
- Thúy Nga Audio Book 2 - 6, 20, 77, 80 với Nguyễn Ngọc Ngạn và Hồng Đào

### Phim điện ảnh
| Năm  | Tên phim             | Nhân vật         | Chú thích |
| ---- | -------------------- | ---------------- | --------- |
| 1992 | Thiên đường đánh mất | bạn của Như Loan | [ 2 ]     |
| 2016 | Nữ đại gia           | Kim Anh          | [ 3 ]     |
| 2022 | The Sympathizer      |                  | [ 4 ]     |

### Ca khúc từng thể hiện lại
- Anh cứ đi đi
- Bang bang
- Khi xưa ta bé
- Sao lòng còn thương
- Chuyện tình yêu
- Je ne t'amie plus (Christophe)
- Brother Louie (Modern Talking)
- Nếu một ngày (Khánh Băng)
- Thôi (Y Vân & Nguyễn Long)
- You're my love, you're my life (Patty Ryan)
- Liên khúc Bước tình hồng
- Mùa thu cho em
- Và nhiều ca khúc khác

## Cuộc sống hiện tại
Nguyễn Cao Kỳ Duyên hiện tại sống ở Quận Cam, California, Mỹ và hiện là một người dẫn chương trình cho Trung tâm Thúy Nga Paris. Bà cũng đã bắt đầu tham gia làm người mẫu quảng cáo từ 2005. Bà đã từng kết hôn hai lần, lần thứ hai là với luật sư, người dẫn chương trình Trịnh Hội. Hai người cưới nhau năm 2004 và chia tay vào cuối năm 2008. Trước đó bà đã có hai con gái (Nguyễn Yenli & Nguyễn Maili) với người chồng đầu (bác sĩ nổi tiếng Nguyễn Quang Li). Hiện tại bà và Trịnh Hội đã tái hợp với nhau.